# 哈里特·安德森
哈里特·安德森（Harriet Andersson，1932年2月14日—），是瑞典女演員，在瑞典以外以英格瑪·柏格曼的公司董事而知名。她經常扮演積極的工人階級角色，並因為她年輕、樸實、全面性感而迅速在螢幕上建立了聲譽。她不屑於使用化妝品。
她曾獲威尼斯影展最佳女演員獎。